# Xanthium cloessplateaum
Xanthium cloessplateaum là một loài thực vật có hoa trong họ Cúc. Loài này được D.Z.Ma miêu tả khoa học đầu tiên năm 1991.